# Łomnica (obwód Dobricz)
Łomnica (bułg. Ломница) – wieś w Bułgarii, w obwodzie Dobricz, w gminie Dobriczka. Według danych szacunkowych Ujednoliconego Systemu Ewidencji Ludności oraz Usług Administracyjnych dla Ludności, 15 czerwca 2020 roku miejscowość liczyła 332 mieszkańców.
W 1929 r. we wsi zarejestrowano skargę miejscowych na prowokacje i próby samorządności rumuńskich kolonistów.